# K7 (montagne)
Pour les articles homonymes, voir K7.
Le K7 est un sommet situé dans la chaîne du Karakoram au Pakistan.

## Géographie
Le K7 se situe dans la chaîne du Karakoram au Pakistan à deux kilomètres au nord-est du Link Sar.

## Histoire
Le K7 a été gravi pour la première fois en 1984 par une expédition japonaise dirigée par Toichira Nagata, par le flanc sud.